# Éthofenprox
L'éthofenprox est un insecticide (pyréthrinoïde).

## Utilisations générales
L'éthofenprox est un insecticide qui perturbe le système nerveux des insectes par contact direct ou ingestion et qui est actif contre un large spectre de ravageurs. Il est utilisé dans l'agriculture, l'horticulture, la viticulture, la sylviculture, la santé animale et la santé publique contre de nombreux insectes nuisibles, par exemple les lépidoptères, les hémiptères, les coléoptères, les diptères, les thysanoptères et les hyménoptères. En agriculture, l'éthofenprox est utilisé sur un large éventail de cultures telles que le riz, les fruits, les légumes, le maïs, le soja et le thé. Il est mal absorbé par les racines et se retrouve donc peu dans les plantes.
Dans le secteur de la santé publique, l'éthofenprox est utilisé pour la lutte antivectorielle soit par application directe dans les zones infestées, soit indirectement par imprégnation des tissus, comme les moustiquaires. L'éthofenprox est utilisé à faible volume pour lutter contre les moustiques adultes, les moucherons non piqueurs et les mouches piqueuses et non piqueuses. L'éthofenprox est utilisé non dilué pour les applications d'aérosols à très faible volume ou dilué avec un diluant tel que l'huile minérale pour les applications directes, pour le contrôle des espèces nuisibles dans ou à proximité des zones résidentielles, industrielles, commerciales, urbaines, récréatives, boisées, terrains de golf et autres zones où ces parasites posent problème.

## Dangers pour l'homme et les animaux domestiques
L'éthofenprox est nocif en cas d'ingestion et provoque une irritation modérée des yeux. Le contact avec les yeux, la peau ou les vêtements doit être évité. Une exposition répétée à l'éthofenprox peut provoquer une irritation cutanée.
Comme tous les pyréthrinoïdes, il est très toxique (souvent mortel en usage normal) pour les chats et les animaux à sang froid (insectes bien sûr, mais aussi poissons). Il est comparativement moins toxique pour les chiens.